# Adelina Tahiri
Adelina Tahiri (geboren am 4. April 1992 in Skopje, Nordmazedonien) ist eine nordmazedonisch-albanische Sängerin. Einige ihrer Lieder sind Nuk Jam Penduar, Vuaj, Mjaftë, Më Trego und Manipullator. Tahiri lebt seit 2006 in Albanien, wo sie ihre Karriere als Model in Tirana begann. Sie ist in Albanien, Nordmazedonien, Kosovo und Italien als Sängerin bekannt.
Tahiri nahm an diversen Musikfestivals im albanischen Fernsehen teil, so bei Ylberi (2004, 2005), Çelësi Muzikor 2 (2008), Top Fest 5 (2008), Kënga Magjike (2011) und als Unterstützung von Shpat Kasapi am Festivali i Këngës (2008, zweites Halbfinale) auf. In Kosovo nahm sie an der Fernsehshow Videofesti (2009, 2010) von Kohavision, Zhurma Show (2010, 2011, 2012, 2013, 2015) von Zico TV und SVFM (2013) teil. Mit dem Musikvideo Manipulator gewann sie bei Netët e Klipit Shqiptar 9 (2010) von TVSH eine Auszeichnung.
2022 gewann sie Dance with me Albania, die albanische Ausgabe von Let’s Dance auf TV Klan.

## Diskografie
Alben
- 2007: Narçizoid
- 2010: Nuk Jam Penduar
- 2015: Ani Ani

Singles
- 2007 – Narçizoid
- 2008 – Më Trego
- 2009 – Vuaj
- 2013 – Ti Mos U Kthe
- 2011 – Manipulátor
- 2012 – Mjaftë